# چتنیک‌ها
چتنیک (به صربی‌کرواتی: Четници / Četnici)، با نام رسمی دسته‌های چتنیک ارتش یوگسلاوی، یک جنبش چریکی با مرام سلطنت‌طلبی یوگسلاوی و ملی‌گرایی صربی بود.. هرچند که جنبش چتنیک، جنبشی همگن و یکپارچه نبود. اما دراژا میهایلوویچ چتنیک‌ها را رهبری می‌کرد.
این جنبش از نیروهایی درگیر در جنگ جهانی دوم بود. در حالی که چتنیک‌ها با توجه به اهداف بلندمدت خود ضد نیروهای محور محسوب می‌شدند و در دوره‌های محدودی درگیری‌هایی نیز با آنها داشتند، اما تقریباً در تمام طول جنگ با نیروهای محور همکاری تاکتیکی یا انتخابی داشتند.